# Monforte San Giorgio
Monforte San Giorgio ist eine Stadt der Metropolitanstadt Messina in der Region Sizilien in Italien mit 2442 Einwohnern (Stand 31. Dezember 2023).

## Lage und Daten

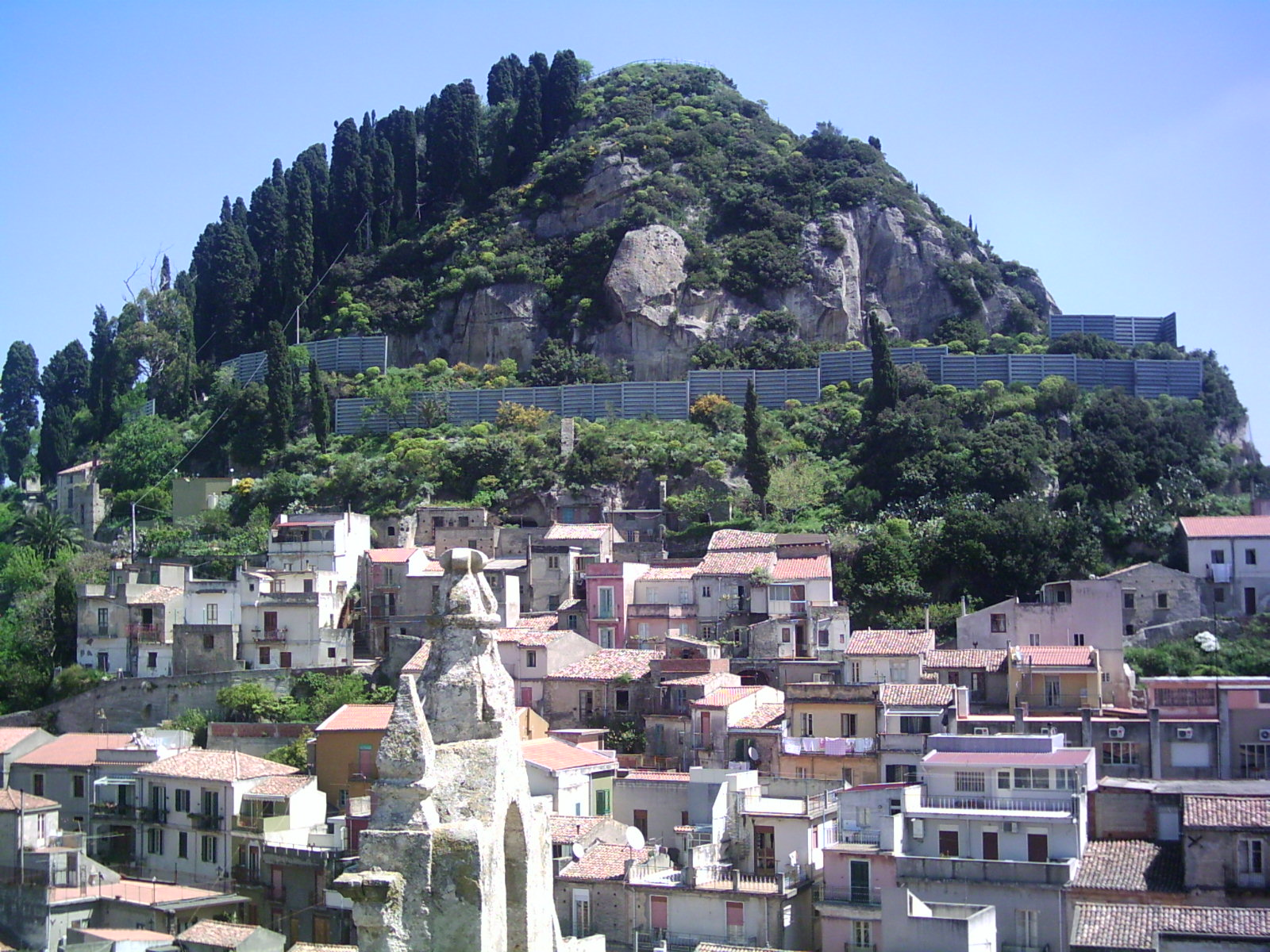
Panorama

Monforte San Giorgio liegt 32 Kilometer westlich von Messina. Die Einwohner arbeiten hauptsächlich in der Produktion von Kalkstein, Kohle und der Landwirtschaft. 
Die Nachbargemeinden sind: Fiumedinisi, Messina, Roccavaldina, Rometta, San Pier Niceto und Torregrotta.

## Geschichte
Der Ort wurde im Mittelalter gegründet. Er entwickelte sich um das Schloss herum, von dem noch Reste vorhanden sind.

## Sehenswürdigkeiten
- Pfarrkirche aus dem 16. Jahrhundert an der Piazza IV Novembre
- Kirche Gesù e Maria, eine Kirche im Barockstil
- Heiligtum der Madonna di Crispino, ein Ziel von Pilgern